# Halowe Mistrzostwa Świata w Lekkoatletyce 2006 – sztafeta 4 × 400 m mężczyzn
Sztafeta 4 × 400 m mężczyzn – jedna z konkurencji rozgrywanych podczas halowych mistrzostw świata w lekkoatletyce w 2006. Eliminacje oraz finał odbyły się 12 marca.
Udział w tej konkurencji brały ekipy reprezentujące 11 państw. Zawody wygrała ekipa ze Stanów Zjednoczonych (w składzie: Tyree Washington, LaShawn Merritt, Milton Campbell, Wallace Spearmon, James Davis, O. J. Hogans). Drugą pozycję zajęli zawodnicy z Polski (w składzie: Daniel Dąbrowski, Marcin Marciniszyn, Rafał Wieruszewski, Piotr Klimczak, Paweł Ptak, Piotr Kędzia), trzecią zaś reprezentanci Rosji (w składzie: Konstantin Swieczkar, Aleksandr Dieriewiagin, Jewgienij Lebiediew, Dmitrij Pietrow, Andriej Połukiejew).

## Wyniki

### Eliminacje
Bieg 1
Źródło: 
| Miejsce | Zawodnicy                                                                          | Państwo   | Wynik   | Uwagi |
| ------- | ---------------------------------------------------------------------------------- | --------- | ------- | ----- |
| 1.      | Konstantin Swieczkar Andriej Połukiejew Aleksandr Dieriewiagin Jewgienij Lebiediew | Rosja     | 3:08,02 | SB    |
| 2.      | Brice Panel Sébastien Maillard Teddy Venel Fadil Bellaabouss                       | Francja   | 3:08,06 | SB    |
| 3.      | Santiago Ezquerro David Canal Salvador Rodríguez David Testa                       | Hiszpania | 3:08,07 | SB    |
| 4.      | Mychajło Knysz Wołodymyr Demczenko Witalij Dubonosow Ołeksij Raczkowśkyj           | Ukraina   | 3:09,46 | NR    |
| 5.      | Florin Suciu Vasile Bobos Alexandru Mardan Ioan Vieru                              | Rumunia   | 3:13,93 | NR    |
| –       | DeWayne Barrett Ricardo Williams Sanjay Ayre Lansford Spence                       | Jamajka   | DNF     |       |

Bieg 2
| Miejsce | Zawodnicy                                                        | Państwo           | Wynik   | Uwagi |
| ------- | ---------------------------------------------------------------- | ----------------- | ------- | ----- |
| 1.      | James Davis O. J. Hogans Tyree Washington Wallace Spearmon       | Stany Zjednoczone | 3:03,66 |       |
| 2.      | Paweł Ptak Piotr Klimczak Piotr Kędzia Rafał Wieruszewski        | Polska            | 3:06,10 | SB    |
| 3.      | Joni Jaako Johan Wissman Andreas Mokdasi Mattias Claesson        | Szwecja           | 3:07,10 | NR    |
| 4.      | Arismendy Peguero Yoel Tapia Pedro Mejía Carlos Santa            | Dominikana        | 3:07,87 | NR    |
| –       | Dennis Darling Troy McIntosh Timothy Munnings Nathaniel McKinney | Bahamy            | DNF     |       |

### Finał
Źródło: 
| Miejsce | Zawodnicy                                                                       | Państwo           | Wynik   | Uwagi |
| ------- | ------------------------------------------------------------------------------- | ----------------- | ------- | ----- |
| 01 !    | Tyree Washington LaShawn Merritt Milton Campbell Wallace Spearmon               | Stany Zjednoczone | 3:03,24 |       |
| 02 !    | Daniel Dąbrowski Marcin Marciniszyn Rafał Wieruszewski Piotr Klimczak           | Polska            | 3:04,67 | SB    |
| 03 !    | Konstantin Swieczkar Aleksandr Dieriewiagin Jewgienij Lebiediew Dmitrij Pietrow | Rosja             | 3:06,91 | SB    |
| 4.      | Joni Jaako Johan Wissman Andreas Mokdasi Mattias Claesson                       | Szwecja           | 3:07,32 |       |
| 5.      | Arismendy Peguero Danis García Juan Betances Carlos Santa                       | Dominikana        | 3:08,47 |       |
| 6.      | Brice Panel Sébastien Maillard Teddy Venel Fadil Bellaabouss                    | Francja           | 3:09,55 |       |